# Posse (Teresópolis)
Posse é um bairro de Teresópolis, cidade localizada no interior do estado do Rio de Janeiro. De acordo com o Instituto Brasileiro de Geografia e Estatística (IBGE), sua população no ano de 2010 era de 1 257 habitantes, sendo 650 mulheres (51.7%) e 607 homens (48.3%), possuindo um total de 767 domicílios.
Criado em 6 de julho de 2009, com uma área de 4.397 hectares, o Parque Natural Municipal Montanhas de Teresópolis abrange parcialmente alguns bairros, tais como o bairro Posse.